# The Streets Go Disco
The Streets Go Disco är den sydkoreanska tjejgruppen Crayon Pops andra album, utgivet den 26 september 2013 av Sony Music Korea.

## Bakgrund
Den 18 juli 2012 släppte Crayon Pop sitt första album Crayon Pop 1st Mini Album med deras första två singlar "Bing Bing" och "Saturday Night". I oktober 2012 släpptes även gruppens tredje singel "Dancing Queen". Under sommaren 2013 hade Crayon Pop en stor hit i Sydkorea med sin fjärde singel "Bar Bar Bar" som i augusti nådde tredje plats på den nationella singellistan Gaon Chart. Den 9 september 2013 släpptes musikvideon tillhörande en helt ny version av låten med titeln "Bar Bar Bar 2.0".
I samband med gruppens framgångar släpptes deras andra album The Streets Go Disco den 26 september 2013, tillsammans med en musikvideo till låten "Dancing Queen 2.0". Albumet inkluderar remixer och nya versioner av alla deras tidigare släppta singlar. The Streets Go Disco uppnådde femte plats den nationella albumlistan Gaon Chart, och låg på listan i två veckor. Skivan var ett av de 100 bäst säljande albumen i Sydkorea år 2013.

## Komposition
Crayon Pops tre första singlar "Bing Bing", "Saturday Night" och "Dancing Queen" är producerade av låtskrivarduon Dumb & Dumber, bestående av Song Ji-hoon och Kang Jin-woo. Deras fjärde singel "Bar Bar Bar" är skriven av Kim Yoo-min.

## Låtlista
| Nr | Titel                          | Längd |
| -- | ------------------------------ | ----- |
| 1. | "Bar Bar Bar 2.0"              | 3:00  |
| 2. | "Bar Bar Bar"                  | 2:59  |
| 3. | "Dancing Queen 2.0"            | 3:20  |
| 4. | "Dancing Queen"                | 2:55  |
| 5. | "Saturday Night (Dubstep Mix)" | 3:38  |
| 6. | "Saturday Night"               | 3:07  |
| 7. | "Bing Bing (Poppin Version)"   | 3:09  |
| 8. | "Bing Bing"                    | 3:06  |

## Listplaceringar
| Lista (2013)          | Topplacering |
| --------------------- | ------------ |
| Sydkorea (Gaon Chart) | 5            |